# Brecha de credibilidad
La brecha de credibilidad es un término que se utilizó ampliamente en el periodismo, el discurso político y el discurso público en los Estados Unidos durante las décadas de los años sesenta y setenta. En ese momento, fue utilizado con mayor frecuencia para describir el escepticismo público sobre las declaraciones y políticas de la administración de Lyndon B. Johnson sobre la guerra de Vietnam. Se usó en el periodismo como un eufemismo de mentiras reconocidas dichas al público por los políticos. Hoy en día, se utiliza de manera más general para describir casi cualquier «brecha» entre la supuesta realidad de una situación y lo que los políticos y las agencias gubernamentales dicen al respecto.

## Historia
El término «brecha de credibilidad» se produjo en el contexto del uso del término «brecha de los misiles», que el Oxford English Dictionary enumera como habiendo sido el primero que usó el entonces senador John F. Kennedy el 14 de agosto de 1958, cuando declaró: «Nuestra Nación podría haber proporcionado, y puede permitirse ahora, los pasos necesarios para cerrar la brecha de los misiles». La «brecha del Día del Juicio Final» y la «brecha minera» eran las continuaciones posapocalípticas imaginadas de esta paranoia en la sátira de la Guerra Fría de 1964 Dr. Strangelove or: How I Learned to Stop Worrying and Love the Bomb.
El término «brecha de credibilidad» era ampliamente utilizado ya en 1963, de acuerdo con Timetables of History. Antes de que fuera asociado con la guerra de Vietnam, en diciembre de 1962, en la reunión anual del Consejo Interamericano de los Estados Unidos, el senador Kenneth Keating elogió la pronta acción del presidente John F. Kennedy en la Crisis de los misiles en Cuba, pero dijo que había una necesidad urgente de que los Estados Unidos contuviera la «brecha de credibilidad» en la política estadounidense sobre Cuba. Fue popularizado en 1966 por J. William Fulbright, un senador demócrata de Arkansas, cuando no pudo obtener una respuesta directa de la administración del presidente Johnson sobre la guerra en Vietnam.
«Brecha de credibilidad» se utilizó por primera vez en asociación con la guerra de Vietnam en el New York Herald Tribune en marzo de 1965, para describir el manejo del entonces presidente Lyndon B. Johnson de la escalada de la participación estadounidense en la guerra. Una serie de acontecimientos -particularmente la sorprendente ofensiva del Tet y más tarde la publicación de los Pentagon Papers en 1971- ayudaron a confirmar la sospecha pública de que había una «brecha» significativa entre las declaraciones de la administración de una resolución militar y política controlada y la realidad. Estos fueron vistos como ejemplos de la duplicidad de Johnson y posteriormente Richard Nixon. A lo largo de la guerra, Johnson trabajó con sus funcionarios para asegurarse de que sus discursos públicos solamente revelaran detalles de la guerra al público estadounidense. Durante la guerra el país creció más y más consciente de la brecha de credibilidad especialmente después del discurso de Johnson en la Universidad Johns Hopkins en abril de 1965. Un ejemplo de opinión pública apareció en el The New York Times sobre la guerra por James Reston: «Ha llegado el momento de llamar a una laya una pala sangrienta, este país está en una guerra no declarada e inexplicada en Vietnam. Nuestros amos tienen muchos nombres largos y elegantes para ella, como la escalada y la represalia, pero es una guerra de todos modos».
El advenimiento de la presencia de periodistas de televisión permitidos por los militares para informar y fotografiar los acontecimientos de la guerra dentro de horas o días de su ocurrencia real de una manera censurada llevó a la discrepancia ampliamente referida como la «brecha de credibilidad».

## Uso posterior
Después de la guerra de Vietnam, el término «brecha de credibilidad» llegó a ser utilizado por opositores políticos en los casos en que existía una discrepancia real, percibida o implícita entre los pronunciamientos públicos de un político y la realidad real, percibida o implícita. Por ejemplo, en la década de los años 1970 el término se aplicó al manejo propio de Nixon de la guerra de Vietnam, y posteriormente a la discrepancia entre la evidencia de la complicidad de Nixon en el escándalo Watergate y sus repetidas afirmaciones de inocencia.
En 2017, el término se utilizó para describir la administración Trump y su uso de hechos alternativos.